# Grüner Kaffee

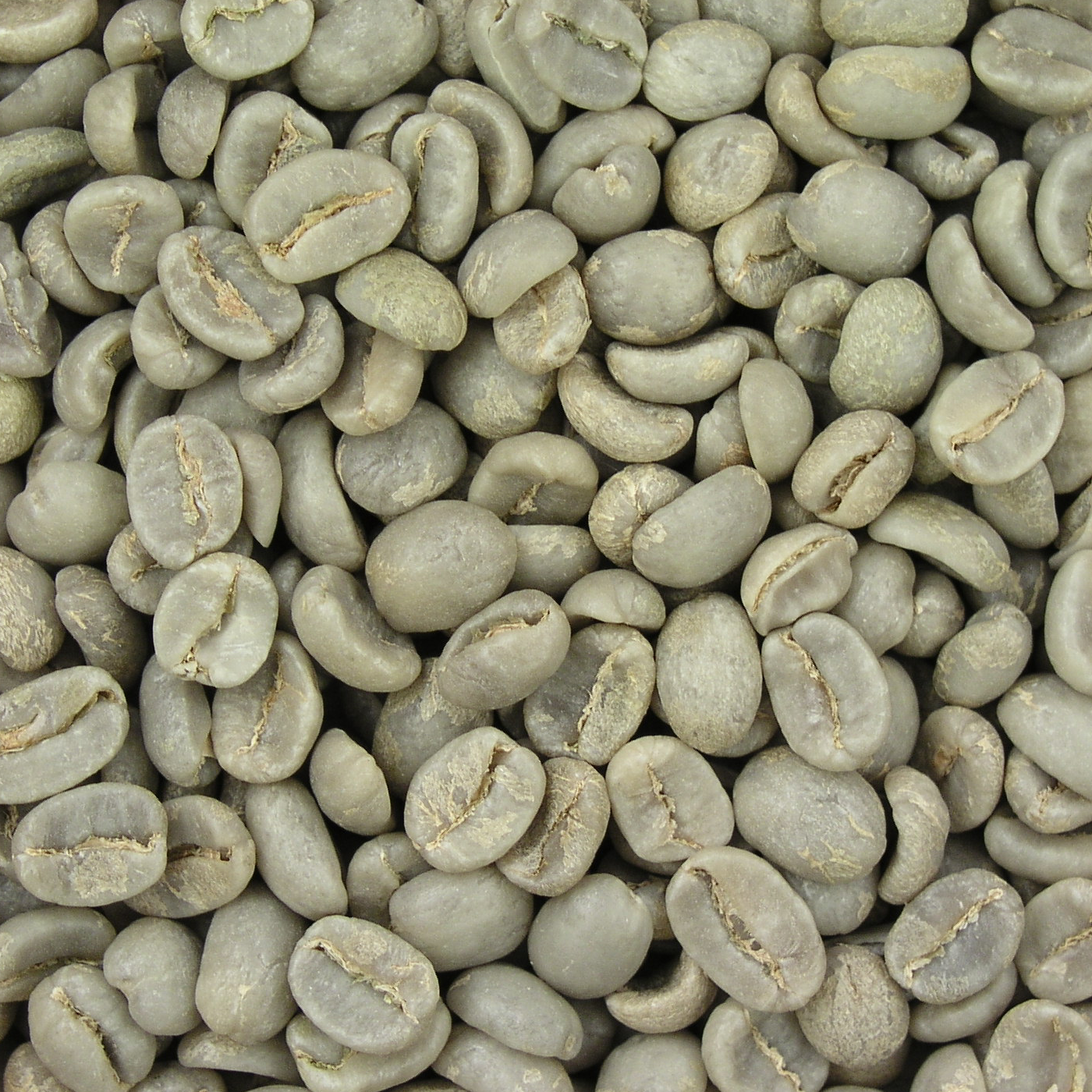
Grüner Kaffee

Grüner Kaffee bezeichnet die Kaffeebohnen vor der Röstung. Dieser kann wie Grüner Tee als Aufgussgetränk zubereitet werden. Weltweit wird fast nur gerösteter Kaffee getrunken. Dabei ist unter Grünem Kaffee meist ein Extrakt aus Grünen Kaffeebohnen zu verstehen. 

## Ursprung und Verbreitung
Zunächst waren die Kaffeepflanzen nur in Afrika und Arabien verbreitet. Im 18. Jahrhundert gelangten sie nach Amerika.
Südamerika ist für etwa 45 % des gesamten Kaffee-Exports in der Welt verantwortlich. Der meiste Anteil des Kaffees wird in Brasilien angebaut.
Die Vereinigten Staaten importieren mehr Kaffee als jede andere Nation.
Im Jahr 2011 betrug der Pro-Kopf-Konsum von Kaffee in den Vereinigten Staaten 4,24 kg, der Wert des importierten Kaffees mehr als 8 Milliarden Dollar.

### Wichtige Daten
Die ersten Kaffeepflanzen wurden in der Region Kaffa in Abessinien, dem heutigen Äthiopien, gefunden.
1500 wurde sie über den Hafen von Mokha im Jemen in den Rest der Welt exportiert.
Erster Anbau in Indien (Chikkamagaluru) fand um 1600 statt, in Europa (und damit der erste Anbau außerhalb Ostafrika/Arabien) um 1616, in Java 1699, in der Karibik (Kuba, Hispaniola - Haiti und die Dominikanische Republik, Jamaika, Puerto Rico) um 1715–1730, in Südamerika um 1730 und in der Vereinigten Ostindischen Kompanie um 1720.
1865 wurden die gerösteten Bohnen erstmals auf dem Einzelhandelsmarkt (Pittsburgh) verkauft.
In den 1950er Jahren wurde schließlich das wichtige Sprühtrocknungsverfahren entwickelt.

## Grüne Kaffeebohnen
Kaffeebohnen sind der Samen des Kaffeebaums oder -strauchs (Familie der Rubiaceae). Die Bäume können bis zu zehn Meter groß werden. Meist sind sie durch Beschnitt deutlich kleiner. Am Baum wachsen die Steinfrüchte, sie enthalten zwei Samen, das sind die Kaffeebohnen.
Von den Steinfrüchten wird in unreifem oder reifem Zustand das äußere Fruchtfleisch entfernt. Die Bohnen werden danach geschält, dabei werden die Pergamenthaut und eine zweite Haut, das Silberhäutchen, entfernt. So erhält man Grünen Kaffee bzw. Rohkaffee vor dem Rösten. Wenn die Frucht noch unreif war, ist seine Farbe grün, sonst gelb, rot oder braun.

## Extrakt
Grüner Kaffee ist auch als Grüner-Kaffee-Extrakt erhältlich. Dann handelt es sich um ein sogenanntes Nahrungsergänzungsmittel (engl. Nutraceutical). Der Extrakt, der aus den gemahlenen Grünen Kaffeebohnen hergestellt wurde, wird in Kapseln gefüllt, er kann aber auch Getränken, Schokolade oder Kaugummi zugesetzt werden.

## Inhaltsstoffe
Die Menge der Inhaltsstoffe im Kaffee schwankt je nach Sorte, Reife und Anbaugebiet. Auch die wichtigsten Quellen differieren in ihren Angaben zum Teil erheblich. Grüner Kaffee unterscheidet sich zum Teil erheblich von geröstetem Kaffee.
Die wesentlichen Inhaltsstoffe des Grünen Kaffees sind: Nichtvolatile Alkaloide wie Koffein und Trigonellin, Proteine wie etwa Aminosäuren, Kohlenhydrate, Lipide, Enzyme, Mineralien, Wasser, volatile Aromastoffe und Säuren, Polyphenole, zu denen auch die Chlorogensäure gehört.

### Alkaloide

#### Koffein
Gerösteter Kaffee enthält pro Tasse zwischen 29 und 176 mg, meist um 100 mg Koffein (125 ml Wasser, ~5–10 Gramm Kaffee). Oft wird der Koffeingehalt mit 1,3 % angegeben. Der Koffeingehalt in Grünem Kaffee variiert für Arabica-Kaffee zwischen 0,58 und 1,7 %, durchschnittlich liegt er bei 1,16 %, für Robusta-Kaffee variiert er zwischen 1,16 und 3,27 %, durchschnittlich liegt er bei 2,15 %. Eine Tagesdosis von 400 mg Extrakt enthält somit nur etwa 8–16 mg Koffein.

#### Trigonellin
Ein weiteres wichtiges Alkaloid in Grünem Kaffee ist Trigonellin (Nicotinsäure-N-methylbetain), ein Derivat des Vitamins B6, das etwa 1 % ausmacht, beim Rösten wird es allerdings durch Zersetzung bis auf 0,1 % reduziert. Dabei kann es entweder zur Nicotinsäure (auch: Niacin, Vitamin B3) demethyliert oder zu N-Methylpyridin decarboxyliert werden.

### Chlorogensäure
Es handelt sich bei Grünem Kaffee um das Lebensmittel mit dem höchsten Chlorogensäureanteil, im Durchschnitt liegt er bei 7 %. Röstung vermindert den Chlorogensäureanteil. Elf Chlorogensäuren konnten in Grünem Kaffee identifiziert werden, am weitaus häufigsten kommt 5-O-Caffeoylchinasäure vor. Chlorogensäure ist ein Derivat der Zimtsäure beziehungsweise ein Polyphenol mit antioxidativen Eigenschaften. Antioxidantien binden hochreaktive Moleküle, bevor sie die Möglichkeit haben, Körpergewebe zu schädigen. 

### Proteine, darunter Aminosäuren
18 Aminosäuren wurden in Grünem Kaffee gefunden. Insgesamt machen Proteine um 10 % der Kaffeebohne aus. Den höchsten Anteil daran haben Asparaginsäure (10,6 %), Leucin (8,8 %), Lysin (6,8 %), Prolin (6,6 %) und Glycin (6,4 %). Der Anteil essentieller Aminosäuren wie Lysin (6,8 %) und Threonin (3,8 %) werden durch Röstung vermindert.

### Kohlenhydrate
Kohlenhydrate machen etwa die Hälfte der Grünen Kaffeebohne aus, die meisten sind Polysaccharide wie Cellulose.

### Lipide
Kaffeeöl ist in den Grünen Bohnen von Arabica-Kaffees deutlich stärker (11,1–13,6 %) vertreten als in Robusta-Sorten (4,4–4,8 %). Den Hauptteil bilden Triglyceride (circa 79 %), gefolgt von Diterpenen (17 %) und Sterolen (4 %). Bedeutsam wegen ihrer stark antioxidativen Eigenschaften sind die Tocopherole (0,1–0,5 %). Das Filtern entzieht dem Kaffee die meisten Lipide. Zu den Diterpenen zählen Cafestol und Kahweol. Sie wirken sich auf den Cholesterinspiegel aus.

### Vitamine
Kaffee ist nicht reich an Vitaminen. Manche von ihnen, wie Vitamin B1 und Vitamin C, werden beim Rösten zerstört.

## Forschungen zur gesundheitlichen Wirkung

### Gewichtsreduktion
Seit langem wurde aufgrund der Ergebnisse von Tierversuchen vermutet, dass Grüner Kaffee oder Grüner-Kaffee-Extrakt, vor allem durch den außerordentlich hohen Chlorogensäure-Gehalt, eine gewichtsreduzierende Wirkung habe. Eine Gruppe amerikanischer und indischer Forscher behaupteten in einer 2012 veröffentlichten Studie erstmals, einen echten Nachweis angetreten zu haben. Diese randomisierte, doppelblinde und kontrollierte Studie wurde im März 2012 vorgestellt und erregte weltweit Aufsehen. 2014 widerriefen die Wissenschaftler die Studie wegen grober Fehler und Datenmanipulation.
Eine vergleichende Studie von 2011 zeigt sich skeptischer. Hier wurden drei randomisierte klinische Studien verglichen. Die Autoren kommen zu dem Ergebnis, dass die Resultate differieren und vor allem keine Langzeitstudien vorliegen.

### Weitere gesundheitliche Wirkungen
Weitere Auswirkungen Grünen-Kaffee-Extrakts sollen die Reduktion des hohen Blutzuckerspiegels nach dem Essen und die Synthese von Glucose sein. Insgesamt hat Chlorogensäure positive Auswirkungen auf Diabetes und auf Blutfett- und Leberwerte.
Außerdem soll sich Grüner-Kaffee-Bohnen-Extrakt senkend auf den Blutdruck auswirken. 
Außerdem soll er ein Schutz gegen die Veränderung von DNA sein.

## Nebenwirkungen
Schon in den 1980er Jahren wurde erstmals in Norwegen festgestellt, dass Kaffeegenuss den Homocystein-Spiegel steigen lässt. Die steigernde Wirkung auf den Homocystein-Spiegel wurde vor allem für Koffein nachgewiesen. Koffein ist ein Antagonist des Vitamins B6, das ein wichtiges Vitamin im Homocystein-Stoffwechsel ist. Ein erhöhter Homocystein-Spiegel gilt als Risikofaktor für Herz-Kreislauf-Erkrankungen.
Aber nicht nur Koffein, auch Chlorogensäure kann offenbar einen erhöhenden Effekt auf den Homocystein-Spiegel haben, wie eine Studie von 2001 nahelegt.
Grundsätzlich sind die Nebenwirkungen des Koffeins bei Grünem Kaffee die gleichen wie bei geröstetem Kaffee. Die Menge an Koffein in Extrakt von Grünem Kaffee ist allerdings sehr gering, in einer Tagesdosis ist weniger Koffein als in einer Tasse Kaffee enthalten.